# Irrsee
L'Irrsee è un lago situato in Austria nella regione dell'Alta Austria, nella zona del Salzkammergut. Sulle rive del lago si trova la località di Zell am Moos.